# ユタックス
ユタックス （Utax）は、兵庫県西脇市に本社、工場を置くインナーウェアメーカー。

## 概要
1956年、加西市で創業。1988年に西脇市に工場を建設、操業させた後、2007年に本社も西脇市へ移転した。主にインナーウェアの資材開発を通じて、大手下着メーカーの商品の製造・販売などを手掛ける。

## 新型コロナウイルス流行時の対応
2017年頃から、花粉症対策用のマスクを小規模に生産してきたが、2020年の新型コロナウイルスの感染拡大に伴い生産体制を拡大。同年3月には、洗うことで再利用できるナイロン製マスクを市内の小中学校に6600枚寄贈した。

## 関連会社
- JJコーポレーション